# Pave Stefan 5.
Stefan 5 (død 14. september 891) var pave fra september 885 til sin død i 891. Han efterfulgte pave Hadrian 3. og blev efterfulgt af pave Formosus.
Han fulgte den tidligere pave Nikolaus 1.'s politik i spørgsmål om Konstantinopel og Fotios 1. af Konstantinopel, samt sine relationer med den slavisk ortodokse kirke.